# Amstetten (Landschaftsschutzgebiet)
Amstetten ist ein Landschaftsschutzgebiet im Alb-Donau-Kreis in Baden-Württemberg.

## Lage und Beschreibung
Das 2356 Hektar große Gebiet besteht aus mehreren Teilen, die um Amstetten herum gruppiert sind. Das Gebiet gehört zu den Naturräumen Mittlere Kuppenalb und Albuch und Härtsfeld.
Laut Steckbrief handelt es sich um Landschaftsformen, die für die Kuppenalb typisch sind. Es sind charakteristische, landschaftsbildprägende und ökologisch wertvolle Kulturlandschaftselemente wie Feldhecken, Feldgehölze, Steinriegel, Wacholderheiden, Feldraine, Einzelbäume, Baumgruppen und Streuobstwiesen; Trockentäler mit angrenzender Albhochfläche und große zusammenhängende Waldgebiete; unverbaute und landschaftsästhetisch ansprechende Teile der Kulturlandschaft als lokal und regional bedeutsamer Erholungsraum.
Das Naturschutzgebiet Heiden in Lonsee und Amstetten liegt im Landschaftsschutzgebiet und das FFH-Gebiet Kuppenalb bei Laichingen und Lonetal hat Anteil am Landschaftsschutzgebiet.

## Schutzzweck
Schutzzweck ist gemäß Schutzgebietsverordnung
- die Erhaltung der Vielfalt, Eigenart und Schönheit der Hangbereiche des Lonetals sowie der gesamten Talformen der abzweigenden Trockentäler (Dettal, Kaubtal, Mühlentäle, Hackmessertal, Tiefental, Lontal, Duital, Vohtal, Engental und Trockentälchen "Gurgel") sowie der angrenzenden Albhochfläche;
- die Erhaltung der Vielfalt, Eigenart und Schönheit der Stubersheimer Alb im Bereich der Trockentäler Sackental, Hahnental, Kleubertal, Bräunisheimer Tal und Hundstal mit angrenzender Albhochfläche und den großen zusammenhängenden Waldgebieten;
- der Erhalt eines Ausschnitts der charakteristischen Kuppenalblandschaft als Teil eines gemeindeübergreifenden Landschaftsschutzgebietes;
- die Bewahrung der für die Kuppenalb typischen Landschaftsformen der Trockentäler und bewaldeten Kuppen sowie die Erhaltung der charakteristischen landschaftsbildprägenden und ökologisch wertvollen Kulturlandschaftselemente wie Feldhecken, Feldgehölze, Steinriegel, Wacholderheiden, Feldraine, Einzelbäume, Baumgruppen und Streuobstwiesen;
- die Erhaltung unverbauter und landschaftsästhetisch ansprechender Teile der Kulturlandschaft als lokal und regional bedeutsamen Erholungsraum.